# Tour de Valônia de 2019
A 46.ª edição do Tour de Valônia foi uma carreira de ciclismo de estrada por etapas que se celebrou entre a 27 e a 31 de julho de 2019 em Bélgica, com início na cidade de Le Rœulx e final na cidade de Thuin sobre um percurso de 920,3 quilómetros.
A prova pertenceu ao UCI Europe Tour de 2019 dentro da categoria 2.hc (máxima categoria destes circuitos). O vencedor final foi o belga Loïc Vliegen do Wanty-Gobert seguido dos também belgas Tosh Van Der Sande do Lotto Soudal e Dries De Bondt do Corendon-Circus.

## Equipas participantes
Tomaram parte na carreira 19 equipas: 6 de categoria UCI WorldTeam; 10 de categoria Profissional Continental; e 3 de categoria Continental. Formando assim um pelotão de 133 ciclistas dos que acabaram 94. As equipas participantes foram:
| Equipes WorldTeam (6)- AG2R La Mondiale - CCC Team - Groupama-FDJ - Lotto Soudal - Katusha-Alpecin - Ineos Equipes profissionais Continentais (10)- Riwal Readynez - Roompot-Charles - Cofidis, Solutions Crédits - Corendon-Circus - Israel Cycling Academy - Sport Vlaanderen-Baloise - Total Direct Énergie - Vital Concept-B&B Hotels - Wanty-Groupe Gobert - Wallonie Bruxelles Equipes Continentais (3)- Natura4Ever-Roubaix Lille Métropole - Tarteletto-Isorex - Telenet Fidea Lions |
| |

## Percorrido
O Tour de Valônia dispôs de cinco etapas para um percurso total de 920,3 quilómetros.
| Etapa | Data    | Percurso                       | type            | Distância (km) | Vencedor           | Líder geral    |
| ----- | ------- | ------------------------------ | --------------- | -------------- | ------------------ | -------------- |
| 1     | 27 jul. | Le Roeulx – Dottignies         | etapa escarpada | 186,4          | Timothy Dupont     | Timothy Dupont |
| 2     | 28 jul. | Waremme – Beyne-Heusay         | etapa escarpada | 170,4          | Loïc Vliegen       | Loïc Vliegen   |
| 3     | 29 jul. | La Roche-en-Ardenne – Verviers | etapa escarpada | 194,2          | Davide Cimolai     | Loïc Vliegen   |
| 4     | 30 jul. | Villers-le-Bouillet – Lierneux | etapa escarpada | 178,2          | Arnaud Démare      | Loïc Vliegen   |
| 5     | 31 jul. | Couvin – Thuin                 | etapa escarpada | 186,7          | Tosh Van der Sande | Loïc Vliegen   |

### 1.ª etapa
| Le Roeulx - Dottignies | etapa escarpada | (186,4 km) |

| \| Classificação por etapas \| Classificação por etapas \| Classificação por etapas \| Classificação por etapas \| Classificação por etapas \| \| Ciclista \| Ciclista \| Equipe \| Tempo \| \| \| ------------------------ \| ------------------------ \| -------------------------- \| ------------------------ \| ------------------------ \| \| 1. \| Timothy Dupont \| Wanty-Gobert \| 4h22m44s \| \| \| 2. \| Roy Jans \| Corendon-Circus \| + 0s \| \| \| 3. \| Jakub Mareczko \| CCC Team \| + 0s \| \| \| 4. \| Julien Duval \| AG2R La Mondiale \| + 0s \| \| \| 5. \| Tom Van Asbroeck \| Israel Cycling Academy \| + 0s \| \| \| 6. \| Bryan Coquard \| Vital Concept-B&B Hotels \| + 0s \| \| \| 7. \| Tosh Van der Sande \| Lotto-Soudal \| + 0s \| \| \| 8. \| Damien Touzé \| Cofidis, Solutions Crédits \| + 0s \| \| \| 9. \| Andreas Stokbro \| Riwal Readynez \| + 0s \| \| \| 10. \| Amaury Capiot \| Sport Vlaanderen-Baloise \| + 0s \| \| |                    |                            |          |
| |                    |                            |          |
| Fonte: ProCyclingStats |                    |                            |          |
| Classificação por etapas |                    |                            |          |
| Ciclista | Ciclista           | Equipe                     | Tempo    |
| 1. | Timothy Dupont     | Wanty-Gobert               | 4h22m44s |
| 2. | Roy Jans           | Corendon-Circus            | + 0s     |
| 3. | Jakub Mareczko     | CCC Team                   | + 0s     |
| 4. | Julien Duval       | AG2R La Mondiale           | + 0s     |
| 5. | Tom Van Asbroeck   | Israel Cycling Academy     | + 0s     |
| 6. | Bryan Coquard      | Vital Concept-B&B Hotels   | + 0s     |
| 7. | Tosh Van der Sande | Lotto-Soudal               | + 0s     |
| 8. | Damien Touzé       | Cofidis, Solutions Crédits | + 0s     |
| 9. | Andreas Stokbro    | Riwal Readynez             | + 0s     |
| 10. | Amaury Capiot      | Sport Vlaanderen-Baloise   | + 0s     |

| \| Classificação geral \| Classificação geral \| Classificação geral \| Classificação geral \| Classificação geral \| \| Ciclista \| Ciclista \| Equipe \| Tempo \| \| \| ------------------- \| ------------------- \| ------------------------ \| ------------------- \| ------------------- \| \| 1. \| Timothy Dupont \| Wanty-Gobert \| 4h22m34s \| \| \| 2. \| Roy Jans \| Corendon-Circus \| + 4s \| \| \| 3. \| Kevyn Ista \| Wallonie Bruxelles \| + 4s \| \| \| 4. \| Jakub Mareczko \| CCC Team \| + 6s \| \| \| 5. \| Edward Planckaert \| Sport Vlaanderen-Baloise \| + 6s \| \| \| 6. \| Dries De Bondt \| Corendon-Circus \| + 7s \| \| \| 7. \| Baptiste Planckaert \| Wallonie Bruxelles \| + 8s \| \| \| 8. \| Abram Stockman \| Tarteletto-Isorex \| + 9s \| \| \| 9. \| Julien Duval \| AG2R La Mondiale \| + 10s \| \| \| 10. \| Tom Van Asbroeck \| Israel Cycling Academy \| + 10s \| \| |                     |                          |          |
| |                     |                          |          |
| Fonte: ProCyclingStats |                     |                          |          |
| Classificação geral |                     |                          |          |
| Ciclista | Ciclista            | Equipe                   | Tempo    |
| 1. | Timothy Dupont      | Wanty-Gobert             | 4h22m34s |
| 2. | Roy Jans            | Corendon-Circus          | + 4s     |
| 3. | Kevyn Ista          | Wallonie Bruxelles       | + 4s     |
| 4. | Jakub Mareczko      | CCC Team                 | + 6s     |
| 5. | Edward Planckaert   | Sport Vlaanderen-Baloise | + 6s     |
| 6. | Dries De Bondt      | Corendon-Circus          | + 7s     |
| 7. | Baptiste Planckaert | Wallonie Bruxelles       | + 8s     |
| 8. | Abram Stockman      | Tarteletto-Isorex        | + 9s     |
| 9. | Julien Duval        | AG2R La Mondiale         | + 10s    |
| 10. | Tom Van Asbroeck    | Israel Cycling Academy   | + 10s    |

### 2.ª etapa
| Waremme - Beyne-Heusay | etapa escarpada | (170,4 km) |

| \| Classificação por etapas \| Classificação por etapas \| Classificação por etapas \| Classificação por etapas \| Classificação por etapas \| \| Ciclista \| Ciclista \| Equipe \| Tempo \| \| \| ------------------------ \| ------------------------ \| -------------------------- \| ------------------------ \| ------------------------ \| \| 1. \| Loïc Vliegen \| Wanty-Gobert \| 4h04m37s \| \| \| 2. \| Christopher Lawless \| Team Ineos \| + 8s \| \| \| 3. \| Quinten Hermans \| Telenet-Fidea Lions \| + 12s \| \| \| 4. \| Dimitri Claeys \| Cofidis, Solutions Crédits \| + 12s \| \| \| 5. \| Dorian Godon \| AG2R La Mondiale \| + 12s \| \| \| 6. \| Ruben Guerreiro \| Katusha-Alpecin \| + 12s \| \| \| 7. \| Damien Touzé \| Cofidis, Solutions Crédits \| + 12s \| \| \| 8. \| Lucas Eriksson \| Riwal Readynez \| + 12s \| \| \| 9. \| Tobias Ludvigsson \| Groupama-FDJ \| + 12s \| \| \| 10. \| Edward Dunbar \| Team Ineos \| + 12s \| \| |                     |                            |          |
| |                     |                            |          |
| Fonte: ProCyclingStats |                     |                            |          |
| Classificação por etapas |                     |                            |          |
| Ciclista | Ciclista            | Equipe                     | Tempo    |
| 1. | Loïc Vliegen        | Wanty-Gobert               | 4h04m37s |
| 2. | Christopher Lawless | Team Ineos                 | + 8s     |
| 3. | Quinten Hermans     | Telenet-Fidea Lions        | + 12s    |
| 4. | Dimitri Claeys      | Cofidis, Solutions Crédits | + 12s    |
| 5. | Dorian Godon        | AG2R La Mondiale           | + 12s    |
| 6. | Ruben Guerreiro     | Katusha-Alpecin            | + 12s    |
| 7. | Damien Touzé        | Cofidis, Solutions Crédits | + 12s    |
| 8. | Lucas Eriksson      | Riwal Readynez             | + 12s    |
| 9. | Tobias Ludvigsson   | Groupama-FDJ               | + 12s    |
| 10. | Edward Dunbar       | Team Ineos                 | + 12s    |

| \| Classificação geral \| Classificação geral \| Classificação geral \| Classificação geral \| Classificação geral \| \| Ciclista \| Ciclista \| Equipe \| Tempo \| \| \| ------------------- \| ------------------- \| -------------------------- \| ------------------- \| ------------------- \| \| 1. \| Loïc Vliegen \| Wanty-Gobert \| 8h27m11s \| \| \| 2. \| Christopher Lawless \| Team Ineos \| + 12s \| \| \| 3. \| Quinten Hermans \| Telenet-Fidea Lions \| + 18s \| \| \| 4. \| Dries De Bondt \| Corendon-Circus \| + 19s \| \| \| 5. \| Damien Touzé \| Cofidis, Solutions Crédits \| + 22s \| \| \| 6. \| Tosh Van der Sande \| Lotto-Soudal \| + 22s \| \| \| 7. \| Jenthe Biermans \| Katusha-Alpecin \| + 22s \| \| \| 8. \| Ruben Guerreiro \| Katusha-Alpecin \| + 22s \| \| \| 9. \| Milan Menten \| Sport Vlaanderen-Baloise \| + 22s \| \| \| 10. \| Dorian Godon \| AG2R La Mondiale \| + 22s \| \| |                     |                            |          |
| |                     |                            |          |
| Fonte: ProCyclingStats |                     |                            |          |
| Classificação geral |                     |                            |          |
| Ciclista | Ciclista            | Equipe                     | Tempo    |
| 1. | Loïc Vliegen        | Wanty-Gobert               | 8h27m11s |
| 2. | Christopher Lawless | Team Ineos                 | + 12s    |
| 3. | Quinten Hermans     | Telenet-Fidea Lions        | + 18s    |
| 4. | Dries De Bondt      | Corendon-Circus            | + 19s    |
| 5. | Damien Touzé        | Cofidis, Solutions Crédits | + 22s    |
| 6. | Tosh Van der Sande  | Lotto-Soudal               | + 22s    |
| 7. | Jenthe Biermans     | Katusha-Alpecin            | + 22s    |
| 8. | Ruben Guerreiro     | Katusha-Alpecin            | + 22s    |
| 9. | Milan Menten        | Sport Vlaanderen-Baloise   | + 22s    |
| 10. | Dorian Godon        | AG2R La Mondiale           | + 22s    |

### 3.ª etapa
| La Roche-en-Ardenne - Verviers | etapa escarpada | (194,2 km) |

| \| Classificação por etapas \| Classificação por etapas \| Classificação por etapas \| Classificação por etapas \| Classificação por etapas \| \| Ciclista \| Ciclista \| Equipe \| Tempo \| \| \| ------------------------ \| ------------------------ \| ------------------------ \| ------------------------ \| ------------------------ \| \| 1. \| Davide Cimolai \| Israel Cycling Academy \| 4h40m43s \| \| \| 2. \| Amaury Capiot \| Sport Vlaanderen-Baloise \| + 0s \| \| \| 3. \| Bryan Coquard \| Vital Concept-B&B Hotels \| + 0s \| \| \| 4. \| Lionel Taminiaux \| Wallonie Bruxelles \| + 0s \| \| \| 5. \| Tosh Van der Sande \| Lotto-Soudal \| + 0s \| \| \| 6. \| Milan Menten \| Sport Vlaanderen-Baloise \| + 0s \| \| \| 7. \| Timothy Dupont \| Wanty-Gobert \| + 0s \| \| \| 8. \| Quinten Hermans \| Telenet-Fidea Lions \| + 0s \| \| \| 9. \| Dorian Godon \| AG2R La Mondiale \| + 0s \| \| \| 10. \| Kévin Réza \| Vital Concept-B&B Hotels \| + 0s \| \| |                    |                          |          |
| |                    |                          |          |
| Fonte: ProCyclingStats |                    |                          |          |
| Classificação por etapas |                    |                          |          |
| Ciclista | Ciclista           | Equipe                   | Tempo    |
| 1. | Davide Cimolai     | Israel Cycling Academy   | 4h40m43s |
| 2. | Amaury Capiot      | Sport Vlaanderen-Baloise | + 0s     |
| 3. | Bryan Coquard      | Vital Concept-B&B Hotels | + 0s     |
| 4. | Lionel Taminiaux   | Wallonie Bruxelles       | + 0s     |
| 5. | Tosh Van der Sande | Lotto-Soudal             | + 0s     |
| 6. | Milan Menten       | Sport Vlaanderen-Baloise | + 0s     |
| 7. | Timothy Dupont     | Wanty-Gobert             | + 0s     |
| 8. | Quinten Hermans    | Telenet-Fidea Lions      | + 0s     |
| 9. | Dorian Godon       | AG2R La Mondiale         | + 0s     |
| 10. | Kévin Réza         | Vital Concept-B&B Hotels | + 0s     |

| \| Classificação geral \| Classificação geral \| Classificação geral \| Classificação geral \| Classificação geral \| \| Ciclista \| Ciclista \| Equipe \| Tempo \| \| \| ------------------- \| ---------------------- \| -------------------------- \| ------------------- \| ------------------- \| \| 1. \| Loïc Vliegen \| Wanty-Gobert \| 13h07m54s \| \| \| 2. \| Christopher Lawless \| Team Ineos \| + 12s \| \| \| 3. \| Dries De Bondt \| Corendon-Circus \| + 13s \| \| \| 4. \| Quinten Hermans \| Telenet-Fidea Lions \| + 18s \| \| \| 5. \| Kenneth Van Rooy \| Sport Vlaanderen-Baloise \| + 18s \| \| \| 6. \| Aurélien Paret-Peintre \| AG2R La Mondiale \| + 19s \| \| \| 7. \| Dimitri Claeys \| Cofidis, Solutions Crédits \| + 21s \| \| \| 8. \| Tosh Van der Sande \| Lotto-Soudal \| + 22s \| \| \| 9. \| Damien Touzé \| Cofidis, Solutions Crédits \| + 22s \| \| \| 10. \| Milan Menten \| Sport Vlaanderen-Baloise \| + 22s \| \| |                        |                            |           |
| |                        |                            |           |
| Fonte: ProCyclingStats |                        |                            |           |
| Classificação geral |                        |                            |           |
| Ciclista | Ciclista               | Equipe                     | Tempo     |
| 1. | Loïc Vliegen           | Wanty-Gobert               | 13h07m54s |
| 2. | Christopher Lawless    | Team Ineos                 | + 12s     |
| 3. | Dries De Bondt         | Corendon-Circus            | + 13s     |
| 4. | Quinten Hermans        | Telenet-Fidea Lions        | + 18s     |
| 5. | Kenneth Van Rooy       | Sport Vlaanderen-Baloise   | + 18s     |
| 6. | Aurélien Paret-Peintre | AG2R La Mondiale           | + 19s     |
| 7. | Dimitri Claeys         | Cofidis, Solutions Crédits | + 21s     |
| 8. | Tosh Van der Sande     | Lotto-Soudal               | + 22s     |
| 9. | Damien Touzé           | Cofidis, Solutions Crédits | + 22s     |
| 10. | Milan Menten           | Sport Vlaanderen-Baloise   | + 22s     |

### 4.ª etapa
| \| Classificação por etapas \| Classificação por etapas \| Classificação por etapas \| Classificação por etapas \| Classificação por etapas \| \| Ciclista \| Ciclista \| Equipe \| Tempo \| \| \| ------------------------ \| ------------------------ \| ------------------------ \| ------------------------ \| ------------------------ \| \| 1. \| Arnaud Démare \| Groupama-FDJ \| 4h26m52s \| \| \| 2. \| Szymon Sajnok \| CCC Team \| + 0s \| \| \| 3. \| Stijn Steels \| Roompot-Charles \| + 0s \| \| \| 4. \| Romain Cardis \| Total Direct Énergie \| + 0s \| \| \| 5. \| Dries De Bondt \| Corendon-Circus \| + 0s \| \| \| 6. \| Amaury Capiot \| Sport Vlaanderen-Baloise \| + 0s \| \| \| 7. \| Baptiste Planckaert \| Wallonie Bruxelles \| + 0s \| \| \| 8. \| Bryan Coquard \| Vital Concept-B&B Hotels \| + 0s \| \| \| 9. \| Tosh Van der Sande \| Lotto-Soudal \| + 0s \| \| \| 10. \| Christopher Lawless \| Team Ineos \| + 0s \| \| |                     |                          |          |
| |                     |                          |          |
| Fonte: ProCyclingStats |                     |                          |          |
| Classificação por etapas |                     |                          |          |
| Ciclista | Ciclista            | Equipe                   | Tempo    |
| 1. | Arnaud Démare       | Groupama-FDJ             | 4h26m52s |
| 2. | Szymon Sajnok       | CCC Team                 | + 0s     |
| 3. | Stijn Steels        | Roompot-Charles          | + 0s     |
| 4. | Romain Cardis       | Total Direct Énergie     | + 0s     |
| 5. | Dries De Bondt      | Corendon-Circus          | + 0s     |
| 6. | Amaury Capiot       | Sport Vlaanderen-Baloise | + 0s     |
| 7. | Baptiste Planckaert | Wallonie Bruxelles       | + 0s     |
| 8. | Bryan Coquard       | Vital Concept-B&B Hotels | + 0s     |
| 9. | Tosh Van der Sande  | Lotto-Soudal             | + 0s     |
| 10. | Christopher Lawless | Team Ineos               | + 0s     |

| \| Classificação geral \| Classificação geral \| Classificação geral \| Classificação geral \| Classificação geral \| \| Ciclista \| Ciclista \| Equipe \| Tempo \| \| \| ------------------- \| ---------------------- \| -------------------------- \| ------------------- \| ------------------- \| \| 1. \| Loïc Vliegen \| Wanty-Gobert \| 17h34m46s \| \| \| 2. \| Christopher Lawless \| Team Ineos \| + 12s \| \| \| 3. \| Dries De Bondt \| Corendon-Circus \| + 13s \| \| \| 4. \| Edward Dunbar \| Team Ineos \| + 16s \| \| \| 5. \| Kenneth Van Rooy \| Sport Vlaanderen-Baloise \| + 18s \| \| \| 6. \| Quinten Hermans \| Telenet-Fidea Lions \| + 18s \| \| \| 7. \| Aurélien Paret-Peintre \| AG2R La Mondiale \| + 19s \| \| \| 8. \| Dimitri Claeys \| Cofidis, Solutions Crédits \| + 21s \| \| \| 9. \| Tosh Van der Sande \| Lotto-Soudal \| + 22s \| \| \| 10. \| Milan Menten \| Sport Vlaanderen-Baloise \| + 22s \| \| |                        |                            |           |
| |                        |                            |           |
| Fonte: ProCyclingStats |                        |                            |           |
| Classificação geral |                        |                            |           |
| Ciclista | Ciclista               | Equipe                     | Tempo     |
| 1. | Loïc Vliegen           | Wanty-Gobert               | 17h34m46s |
| 2. | Christopher Lawless    | Team Ineos                 | + 12s     |
| 3. | Dries De Bondt         | Corendon-Circus            | + 13s     |
| 4. | Edward Dunbar          | Team Ineos                 | + 16s     |
| 5. | Kenneth Van Rooy       | Sport Vlaanderen-Baloise   | + 18s     |
| 6. | Quinten Hermans        | Telenet-Fidea Lions        | + 18s     |
| 7. | Aurélien Paret-Peintre | AG2R La Mondiale           | + 19s     |
| 8. | Dimitri Claeys         | Cofidis, Solutions Crédits | + 21s     |
| 9. | Tosh Van der Sande     | Lotto-Soudal               | + 22s     |
| 10. | Milan Menten           | Sport Vlaanderen-Baloise   | + 22s     |

### 5.ª etapa
| Couvin - Thuin | etapa escarpada | (186,7 km) |

| \| Classificação por etapas \| Classificação por etapas \| Classificação por etapas \| Classificação por etapas \| Classificação por etapas \| \| Ciclista \| Ciclista \| Equipe \| Tempo \| \| \| ------------------------ \| ------------------------ \| ------------------------ \| ------------------------ \| ------------------------ \| \| 1. \| Tosh Van der Sande \| Lotto-Soudal \| 4h37m23s \| \| \| 2. \| Bryan Coquard \| Vital Concept-B&B Hotels \| + 1s \| \| \| 3. \| Dries De Bondt \| Corendon-Circus \| + 3s \| \| \| 4. \| Amaury Capiot \| Sport Vlaanderen-Baloise \| + 3s \| \| \| 5. \| Tobias Ludvigsson \| Groupama-FDJ \| + 3s \| \| \| 6. \| Davide Cimolai \| Israel Cycling Academy \| + 3s \| \| \| 7. \| Loïc Vliegen \| Wanty-Gobert \| + 4s \| \| \| 8. \| Milan Menten \| Sport Vlaanderen-Baloise \| + 7s \| \| \| 9. \| Quinten Hermans \| Telenet-Fidea Lions \| + 7s \| \| \| 10. \| Timothy Dupont \| Wanty-Gobert \| + 7s \| \| |                    |                          |          |
| |                    |                          |          |
| Fonte: ProCyclingStats |                    |                          |          |
| Classificação por etapas |                    |                          |          |
| Ciclista | Ciclista           | Equipe                   | Tempo    |
| 1. | Tosh Van der Sande | Lotto-Soudal             | 4h37m23s |
| 2. | Bryan Coquard      | Vital Concept-B&B Hotels | + 1s     |
| 3. | Dries De Bondt     | Corendon-Circus          | + 3s     |
| 4. | Amaury Capiot      | Sport Vlaanderen-Baloise | + 3s     |
| 5. | Tobias Ludvigsson  | Groupama-FDJ             | + 3s     |
| 6. | Davide Cimolai     | Israel Cycling Academy   | + 3s     |
| 7. | Loïc Vliegen       | Wanty-Gobert             | + 4s     |
| 8. | Milan Menten       | Sport Vlaanderen-Baloise | + 7s     |
| 9. | Quinten Hermans    | Telenet-Fidea Lions      | + 7s     |
| 10. | Timothy Dupont     | Wanty-Gobert             | + 7s     |

## Classificações finais
- As classificações finalizaram da seguinte forma:[4]

### Classificação geral
| \| Classificação geral \| Classificação geral \| Classificação geral \| Classificação geral \| Classificação geral \| \| Ciclista \| Ciclista \| Equipe \| Tempo \| \| \| ------------------- \| ---------------------- \| ------------------------ \| ------------------- \| ------------------- \| \| 1. \| Loïc Vliegen \| Wanty-Gobert \| 22h12m13s \| \| \| 2. \| Tosh Van der Sande \| Lotto-Soudal \| + 8s \| \| \| 3. \| Dries De Bondt \| Corendon-Circus \| + 8s \| \| \| 4. \| Christopher Lawless \| Team Ineos \| + 15s \| \| \| 5. \| Quentin Pacher \| Vital Concept-B&B Hotels \| + 16s \| \| \| 6. \| Edward Dunbar \| Team Ineos \| + 19s \| \| \| 7. \| Quinten Hermans \| Telenet-Fidea Lions \| + 21s \| \| \| 8. \| Kenneth Van Rooy \| Sport Vlaanderen-Baloise \| + 21s \| \| \| 9. \| Tobias Ludvigsson \| Groupama-FDJ \| + 21s \| \| \| 10. \| Aurélien Paret-Peintre \| AG2R La Mondiale \| + 22s \| \| |                        |                          |           |
| |                        |                          |           |
| Fonte: ProCyclingStats |                        |                          |           |
| Classificação geral |                        |                          |           |
| Ciclista | Ciclista               | Equipe                   | Tempo     |
| 1. | Loïc Vliegen           | Wanty-Gobert             | 22h12m13s |
| 2. | Tosh Van der Sande     | Lotto-Soudal             | + 8s      |
| 3. | Dries De Bondt         | Corendon-Circus          | + 8s      |
| 4. | Christopher Lawless    | Team Ineos               | + 15s     |
| 5. | Quentin Pacher         | Vital Concept-B&B Hotels | + 16s     |
| 6. | Edward Dunbar          | Team Ineos               | + 19s     |
| 7. | Quinten Hermans        | Telenet-Fidea Lions      | + 21s     |
| 8. | Kenneth Van Rooy       | Sport Vlaanderen-Baloise | + 21s     |
| 9. | Tobias Ludvigsson      | Groupama-FDJ             | + 21s     |
| 10. | Aurélien Paret-Peintre | AG2R La Mondiale         | + 22s     |

### Classificação da montanha
| Classificação da montanha | Classificação da montanha | Classificação da montanha           | Classificação da montanha | Classificação da montanha |
| Ciclista                  | Ciclista                  | Equipe                              | Pontos                    |                           |
| ------------------------- | ------------------------- | ----------------------------------- | ------------------------- | ------------------------- |
| 1.                        | Toon Aerts                | Telenet-Fidea Lions                 | 82 pts                    |                           |
| 2.                        | Elmar Reinders            | Roompot-Charles                     | 24 pts                    |                           |
| 3.                        | Arnaud Démare             | Groupama-FDJ                        | 20 pts                    |                           |
| 4.                        | Floris Gerts              | Tarteletto-Isorex                   | 16 pts                    |                           |
| 5.                        | Clément Carisey           | Israel Cycling Academy              | 14 pts                    |                           |
| 6.                        | Dimitri Claeys            | Cofidis, Solutions Crédits          | 14 pts                    |                           |
| 7.                        | Diego Rosa                | Team Ineos                          | 14 pts                    |                           |
| 8.                        | Emiel Vermeulen           | Natura4Ever-Roubaix Lille Métropole | 14 pts                    |                           |
| 9.                        | Edward Dunbar             | Team Ineos                          | 12 pts                    |                           |
| 10.                       | Thijs Aerts               | Telenet-Fidea Lions                 | 10 pts                    |                           |

### Classificação por pontos
| Classificação por pontos | Classificação por pontos | Classificação por pontos | Classificação por pontos | Classificação por pontos |
| Ciclista                 | Ciclista                 | Equipe                   | Pontos                   |                          |
| ------------------------ | ------------------------ | ------------------------ | ------------------------ | ------------------------ |
| 1.                       | Bryan Coquard            | Vital Concept-B&B Hotels | 44 pts                   |                          |
| 2.                       | Tosh Van der Sande       | Lotto-Soudal             | 39 pts                   |                          |
| 3.                       | Amaury Capiot            | Sport Vlaanderen-Baloise | 37 pts                   |                          |
| 4.                       | Davide Cimolai           | Israel Cycling Academy   | 31 pts                   |                          |
| 5.                       | Timothy Dupont           | Wanty-Gobert             | 30 pts                   |                          |
| 6.                       | Loïc Vliegen             | Wanty-Gobert             | 29 pts                   |                          |
| 7.                       | Arnaud Démare            | Groupama-FDJ             | 25 pts                   |                          |
| 8.                       | Dries De Bondt           | Corendon-Circus          | 23 pts                   |                          |
| 9.                       | Christopher Lawless      | Team Ineos               | 21 pts                   |                          |
| 10.                      | Quinten Hermans          | Telenet-Fidea Lions      | 20 pts                   |                          |

### Classificação dos jovens
| Classificação dos jovens | Classificação dos jovens | Classificação dos jovens | Classificação dos jovens | Classificação dos jovens |
| Ciclista                 | Ciclista                 | Equipe                   | Tempo                    |                          |
| ------------------------ | ------------------------ | ------------------------ | ------------------------ | ------------------------ |
| 1.                       | Christopher Lawless      | Team Ineos               | 22h12m28s                |                          |
| 2.                       | Edward Dunbar            | Team Ineos               | + 4s                     |                          |
| 3.                       | Quinten Hermans          | Telenet-Fidea Lions      | + 6s                     |                          |
| 4.                       | Aurélien Paret-Peintre   | AG2R La Mondiale         | + 7s                     |                          |
| 5.                       | Milan Menten             | Sport Vlaanderen-Baloise | + 10s                    |                          |
| 6.                       | Jenthe Biermans          | Katusha-Alpecin          | + 10s                    |                          |
| 7.                       | Dorian Godon             | AG2R La Mondiale         | + 10s                    |                          |
| 8.                       | Lucas Eriksson           | Riwal Readynez           | + 10s                    |                          |
| 9.                       | Nathan Van Hooydonck     | CCC Team                 | + 10s                    |                          |
| 10.                      | Nicolas Cleppe           | Telenet-Fidea Lions      | + 23s                    |                          |

### Classificação por equipas
| Classificação por equipes | Classificação por equipes  | Classificação por equipes | Classificação por equipes |
| Equipe                    | Equipe                     | Tempo                     |                           |
| ------------------------- | -------------------------- | ------------------------- | ------------------------- |
| 1.                        | Ineos                      | 66h37m50s                 |                           |
| 2.                        | AG2R La Mondiale           | + 16s                     |                           |
| 3.                        | Vital Concept-B&B Hotels   | + 30s                     |                           |
| 4.                        | Lotto Soudal               | + 1m06s                   |                           |
| 5.                        | Sport Vlaanderen-Baloise   | + 1m26s                   |                           |
| 6.                        | Groupama-FDJ               | + 2m35s                   |                           |
| 7.                        | Katusha-Alpecin            | + 4m26s                   |                           |
| 8.                        | Roompot-Charles            | + 4m28s                   |                           |
| 9.                        | Wanty-Groupe Gobert        | + 4m37s                   |                           |
| 10.                       | Cofidis, Solutions Crédits | + 4m59s                   |                           |

## Evolução das classificações
| Etapa                 | Vencedor              | Classificação geral | Classificação da montanha | Classificação por pontos | Classificação das metas volantes | Classificação dos jovens | Classificação por equipas  |
| --------------------- | --------------------- | ------------------- | ------------------------- | ------------------------ | -------------------------------- | ------------------------ | -------------------------- |
| 1.ª                   | Timothy Dupont        | Timothy Dupont      | Nicolai Brøchner          | Timothy Dupont           | Kevyn Ista                       | Abram Stockman           | Cofidis, Solutions Crédits |
| 2.ª                   | Loïc Vliegen          | Loïc Vliegen        | Toon Aerts                | Loïc Vliegen             | Emiel Vermeulen                  | Christopher Lawless      | Wanty-Gobert               |
| 3.ª                   | Davide Cimolai        | Loïc Vliegen        | Toon Aerts                | Timothy Dupont           | Dries De Bondt                   | Christopher Lawless      | Wanty-Gobert               |
| 4.ª                   | Arnaud Démare         | Loïc Vliegen        | Toon Aerts                | Timothy Dupont           | Emiel Vermeulen                  | Christopher Lawless      | INEOS                      |
| 5.ª                   | Tosh Van Der Sande    | Loïc Vliegen        | Toon Aerts                | Bryan Coquard            | Emiel Vermeulen                  | Christopher Lawless      | INEOS                      |
| Classificações finais | Classificações finais | Loïc Vliegen        | Toon Aerts                | Bryan Coquard            | Emiel Vermeulen                  | Christopher Lawless      | INEOS                      |

## UCI World Ranking
O Tour de Valônia outorgou pontos para o UCI World Ranking para corredores das equipas nas categorias UCI WorldTeam, Profissional Continental e Equipas Continentais. A seguinte tabela são o barómetro de pontuação e os 10 corredores que obtiveram mais pontos:
| Posição             | 1.º | 2.º | 3.º | 4.º | 5.º | 6.º | 7.º | 8.º | 9.º | 10.º | 11.º | 12.º | 13.º | 14.º | 15.º | 16.º-30.º | 31.º-40.º |
| Classificação geral | 200 | 150 | 125 | 100 | 85  | 70  | 60  | 50  | 40  | 35   | 30   | 25   | 20   | 15   | 10   | 5         | 3         |
| Por etapa           | 20  | 10  | 5   |     |     |     |     |     |     |      |      |      |      |      |      |           |           |
| Líder               | 5   |     |     |     |     |     |     |     |     |      |      |      |      |      |      |           |           |

| Classificação |                        |                          |       |       |       |       |
| Posição       | Ciclista               | Equipa                   | Geral | Etapa | Líder | Total |
| ------------- | ---------------------- | ------------------------ | ----- | ----- | ----- | ----- |
| 1.º           | Loïc Vliegen           | Wanty-Gobert             | 200   | 20    | 15    | 235   |
| 2.º           | Tosh Van Der Sande     | Lotto Soudal             | 150   | 20    | -     | 170   |
| 3.º           | Dries De Bondt         | Corendon-Circus          | 125   | 5     | -     | 130   |
| 4.º           | Christopher Lawless    | INEOS                    | 100   | 10    | -     | 110   |
| 5.º           | Quentin Pacher         | Vital Concept-B&B Hotels | 85    | -     | -     | 85    |
| 6.º           | Edward Dunbar          | INEOS                    | 70    | -     | -     | 70    |
| 7.º           | Quinten Hermans        | Telenet-Fidea Lions      | 60    | 5     | -     | 65    |
| 8.º           | Kenneth Van Rooy       | Sport Vlaanderen-Baloise | 50    | -     | -     | 50    |
| 9.º           | Tobias Ludvigsson      | Groupama-FDJ             | 40    | -     | -     | 40    |
| 10.º          | Aurélien Paret-Peintre | AG2R La Mondiale         | 35    | -     | -     | 35    |